# Limenitis salmonides
Limenitis salmonides är en fjärilsart som beskrevs av Hall 1938. Limenitis salmonides ingår i släktet Limenitis och familjen praktfjärilar. Inga underarter finns listade i Catalogue of Life.